# 忠勤勲章
忠勤勲章（繁体字：忠勤勳章、英語:Order of Loyalty and Diligence）は、中華民国の軍事勲章。 1944年9月23日に、兵役に10年間貢献し、学術的基準を満たす人を対象として設立された。 